# 刘贵生
刘贵生（1963年—），湖南常德人，汉族，中华人民共和国政治人物、第十一届全国人民代表大会陕西地区代表。
毕业于西南财经大学财务会计专业，是中共党员。担任中国人民银行国库局局长。2008年起担任全国人大代表。